# Diepowskaja (obwód briański)
Diepowskaja, także Briansk-Riemontnyj (ros. Деповская, Брянск-Ремонтный) – przystanek kolejowy w miejscowości Briańsk, w obwodzie briańskim, w Rosji. Położony jest na linii łączącej dwie największe stacje briańskiego węzła kolejowego: Briańsk Orłowski i Briańsk Lgowski, przy lokomotywowni stacji Briańsk Orłowski.